# Sara Da Col
Sara Da Col (3 de septiembre de 1992) es una deportista italiana que compite en lucha libre. Ganó una medalla de bronce en el Campeonato Europeo de Lucha de 2017, en la categoría de 63 kg.

## Palmarés internacional
| Campeonato Europeo | Campeonato Europeo | Campeonato Europeo | Campeonato Europeo |
| Año                | Lugar              | Medalla            | Categoría          |
| ------------------ | ------------------ | ------------------ | ------------------ |
| 2017               | Novi Sad (Serbia)  | Medalla de bronce  | 63 kg              |